# Питкэрнцы
Питкэрнцы — население острова Питкэрн в Полинезии. Это особая народность, численностью всего 70 человек по данным 1982 года. Сформировалась она из нескольких англичан, моряков, участвовавших в знаменитом бунте на корабле «Баунти». После мятежа они решили укрыться на острове Питкэрн, который был им известен. В 1790 году они прибыли сюда, и с английскими моряками была ещё группа полинезийцев, 13 женщин и 6 мужчин. Потомки этих людей, англо-полинезийские метисы, и есть современные питкэрнцы. В древности остров был населён полинезийцами, о чем свидетельствует археология, но был покинут, и в XVIII веке был необитаем.
Они говорят на особом варианте английского языка, который настолько сильно отличается от английского, что некоторые специалисты считают его отдельным языком. В частности, он вобрал в себя много таитянских слов. Культура их своеобразна, — смесь полинезийской и английской. Хотя в последнее время она ближе к европейскому типу.
На острове развито земледелие. Жители культивируют ямс, таро, батат, бананы, маниок, хлебное дерево, дыни, тыквы, сахарный тростник, кукурузу, цитрусовые, ананасы, кофе, кокосовую пальму, разводят коз и птицу. Но важнейшим источником их доходов является ремесло, плетение корзин, изготовление калебас из тыквы, ожерелий из раковин, и продажа изделий туристам.
На острове есть начальная школа, но для того, чтобы продолжать образование, нужно ехать на Новую Зеландию.

## Использованная литература
- П. И. Пучков. Питкэрн\\Страны и народы мира, научно-популярный справочник в 20 томах, М.:Мысль, 1981.